# Synagogue Bét Sálom de Károli Gáspár tér
La Synagogue Bét Sálom de Károli Gáspár tér (en hongrois : Bét Sálom Károli Gáspár téri zsinagóga) est une synagogue située dans le 11e arrondissement de Budapest. Bét Sálom, prononcé Beit Shalom en français, signifie « maison de la paix » en hébreu.